# Kurtomathrips brunneus
Kurtomathrips brunneus är en insektsart som först beskrevs av Watson 1931.  Kurtomathrips brunneus ingår i släktet Kurtomathrips och familjen smaltripsar. Inga underarter finns listade i Catalogue of Life.